# Currentc
Currentc, i marknadsföringssyfte skrivet CurrentC, är ett mobilt betalningssystem som utvecklas av Merchant Customer Exchange. Systemet annonserades först 2012. Currentc-appen skapar en QR-kod på användarens smarttelefon som kan avläsas av en streckkodsläsare, varpå personen kan betala för köp. Systemet är inte låst till något specifikt telefonmärke eller operativsystem. Inte heller behövs det särskild utrustning såsom närfältskommunikationutrustning. Företag såsom Best Buy, Kmart, Sears, Walmart, Target Corporation, 7-Eleven, Southwest Airlines och Shellmackar förespråkar systemet. Systemet ska lanseras i USA 2015 och förväntas finnas på drygt 110 000 köpställen. Kunder som betalar med Currentc har möjligheten att få rabatter genom lojalitetsprogram hos respektive affärskedja.
Företag som vill använda Currentc måste skriva avtal att inledningsvis inte tillåta konkurrerande mobila betalningssystem, såsom Google Wallet. Förbudet råder i några månader efter Currentcs lansering. Det har rapporterats att företag som bryter mot förbudet må bötfällas, en uppgift som Merchant Customer Exchanges VD Dekkers Davidson dementerade. Davidson menar att vart och ett företag får välja vilka betalningssystem det vill använda. Genom att Currentc länkas till användarens bankkonto, inte deras kreditkort, kan företag som accepterar Currentc undvika vissa kreditkortsavgifter.